# برلمان جمهورية الكونغو الديمقراطية
برلمان جمهورية الكونغو الديمقراطية (بالإنجليزية: Parliament of the Democratic Republic of the Congo)‏ هي الهيئة التشريعية في جمهورية الكونغو الديمقراطية، تتكون من المجلس الأعلى Senate (Democratic Republic of the Congo) ‏
الذي يضم 108 مقعداً، والمجلس الأدنى جمعية جمهورية الكونغو الديمقراطية الوطنية الذي يضم 500 مقعداً.